# La casa dels esperits
La casa dels esperits és la primera novel·la de l'escriptora xilena Isabel Allende. Va tenir un èxit immediat a escala internacional.
El llibre, com molts altres següents, utilitza l'estil conegut com a "muntatge en la boira de la nit" incorporant-hi coses inversemblants i estranyes al que és ordinari. La història narra la vida de la família Trueba al llarg de quatre generacions i segueix els moviments socials i polítics del període postcolonial al país en què viuen (Xile). La novel·la és narrada des de la perspectiva de dos dels seus protagonistes. Incorpora una mescla d'esdeveniments que tracten sobre l'amor, la família, la mort, els fantasmes, les classes socials, la revolució, la política i els ideals.

## Trama
La casa dels esperits, la primera novel·la d'Isabel Allende, narra la vida de la família Trueba, especialment centrada en la Clara, una dona distreta amb dots de clarivident.
La novel·la comença amb una presentació de la família del Valle i l'Esteban Trueba, qui marxa a les mines d'or per fer-se ràpidament ric i així poder casar-se amb la Rosa, la filla gran dels del Valle. Tanmateix, al temps, l'Esteban rep una carta a través de la qual és informat de la mort de la Rosa, morta a causa de beure un aiguardent enverinat, i originalment destinat al seu pare, un polític liberal. En rebre la notícia, l'Esteban decideix anar al feu que son pare li havia deixat d'herència. En arribar-hi es troba famílies en una pobresa extrema. Amb mà dura i molta feina, l'Esteban aconsegueix posar dempeus el feu, compra feus veïns i aconsegueix fer-se ric. Però després d'uns anys, l'Esteban ha de viatjar a la ciutat, car sa mare estava molt greu de salut, així que decideix casar-se amb la filla petita dels del Valle: Clara.
La Clara era una noia clarivident amb poders, a més de poder veure el futur, podia veure i parlar amb els esperits.
Així que la història continua, la Clara i l'Esteban tenen una filla: Blanca; i dos fills: Jaime i Nicolàs, qui són enviats a un col·legi anglès.
La Blanca, des del primer viatge a les Tres Maries (el feu de son pare), s'enamora d'un nen del lloc. Passen els anys i el noi es torna un procomunista, predicant idees del comunisme que es donava a Europa, per així mostrar a la gent que treballava al camp que és possible organitzar-se per aconseguir un canvi. L'Esteban el fa fora del feu, amenaçant de matar-lo si l'hi veu de nou, però la Blanca, durant la seva estada a les Tres Maries, el segueix veient totes les nits d'amagatotis.
La Blanca acaba tenint un fill amb ell i son pare l'obliga a casar-se amb un comte francès: Jean de Satigny, perquè no tingui un fill bord. Però un temps després d'haver-se casat, la Blanca s'assabenta que el seu espòs té un apuntament sexual "estrany", ja que a la seva oficina tenia fotos pornogràfiques dels seus criats. En saber-ho, ella fuig de casa de sos pares i mai més se sap res d'en Jean de Satigny fins que criden la Blanca per reconèixer el seu cadàver. En fugir de la casa del comte, la Blanca estava a punt de parir. Dona a llum la seva filla a casa de sos pares, amb l'ajut del seu germà Jaime (que era metge). La filla es diu Alba. Després d'una sèrie d'esdeveniments, el partit comunista guanya, però al cap de pocs dies, els militars, finançats pels polítics conservadors, com l'Esteban Trueba, fan un cop d'estat i derroquen el candidat que es dedueix que és Salvador Allende (expresident de Xile). En el transcurs dels primers vint anys de la vida de l'Alba, s'anomena sempre un home a qui deien "el Poeta", que també seria un altre famós poeta conegut internacionalment: Pablo Neruda.
La novel·la comença i acaba amb el mateix enunciat: "Barrabàs arribà a la família per la via marítima". La història es presenta com una compilació d'escrits de l'Esteban Trueba, de les anotacions en els diaris de la Clara, la seva esposa, i les edicions i anotacions de la seva neta Alba. Com el llibre és una recopilació d'escrits de diferents autors, el punt de vista canvia freqüentment sense previ avís.